# Езени (Прахова)
Езени (рум. Ezeni) насеље је у Румунији у округу Прахова у општини Филипештиј де Тарг. Oпштина се налази на надморској висини од 228 m.

## Становништво
Према подацима из 2002. године у насељу је живело 416 становника, од којих су сви румунске националности.